# Tipik
Tipik (grško starogrško τυπικόν tipikón, predpisana oblika, starcerkvenoslovansko Тvпико́нъ, Typikonə ali Оуставъ, Ustavə) je pravoslavni zbornik pravil o načinu in vrstnem redu opravljanja cerkvenih obredov.

## Vsebina
Tipik je razdeljen na tri dele.
- Splošni del navaja vrstni red obredov in duhovnikovih opravil  v velikonočnih praznikih, praznikih  in običajnih dnevih med tednom in ob sobotah. Nadaljuje se z navodili ο molitvenikih, pesmih in duhovnikovih opravilih skozi celo leto. Na koncu so opisana pravila ο življenju in obnašanju menihov.
- Drugi del vsebuje navodila o spremenljivih pesmih in bogoslužju za vse dni v letu po mesecih (mesecoslov) in zatem v Postnem in Cvetnem triodu.
- Tretji del vsebuje navodila o spremenljivih pesmih tedenskega in letnega cikla.

V Pravoslavni cerkvi sta najbolj znana Jeruzalemski in Studijski tipik, v Srbski pravoslavni cerkvi pa Hilandarski, Studeniški in Karejski tipik Svetega Save.

## Sklica
1. ↑  A. Strittmatter. "The 'Barberinum S. Marci'of Jacques Goar". EphL 47 (1933):  329-367.
2. ↑  Osnove pravoslavnog bogosluženja. IMS. Beograd (Moskva).

## Vir
- Trifunović, Đorđe (1990). Azbučnik srpskih srednjovekovnih književnih pojmova (2. izd.). Beograd: Nolit.